# Bahram Tschobin

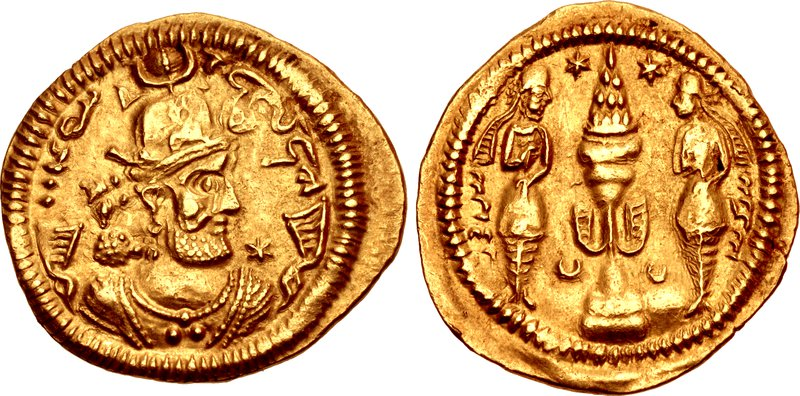
Bahram VI., Münzbild

Bahram (VI.) Tschobin (auch Vahram, Wahram und Bahram Chobin geschrieben, persisch بهرام چوبین, DMG Bahrām-e Čūbīn/Čōbīn) war ein General (Spahbod) und im Jahr 590/91 Usurpator im spätantiken Sassanidenreich.

## Leben
Bahram stammte aus dem parthischen Adelsgeschlecht der Mihran, die zu den einflussreichsten parthischen Familien im Sassanidenreich zählten, und wurde wohl in Rhazakene (Rey) geboren – wann, ist unbekannt. Seine Familie, die sich auf die Vorgängerdynastie der Sassaniden, die Arsakiden, zurückführte, stellte traditionell Feldherren für das Heer des Großkönigs: Viele spätantike westliche Autoren (wie zum Beispiel Prokop) dachten daher irrtümlicherweise, Mihran sei kein Name, sondern ein Rang.

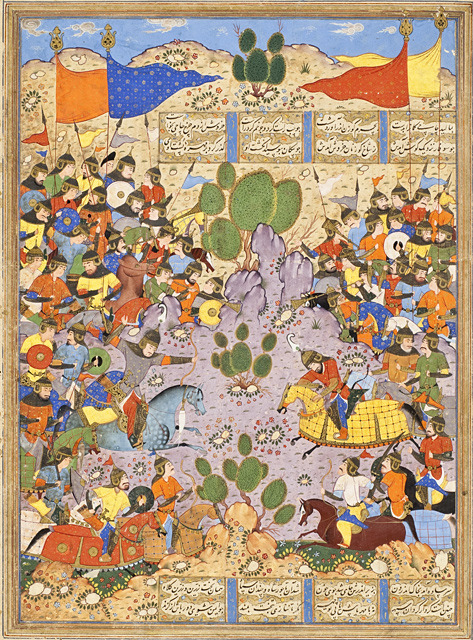
Bahrām tötet Sāwa-Schāh (d. h. den köktürkischen König Bagha Qaghan) im Kampf. Persische Miniaturmalerei aus dem Schāhnāme

Bahram, der unter Chosrau I. zunächst wohl in der königlichen Garde gedient hatte, kämpfte unter Chosraus Nachfolger Hormizd IV. sehr erfolgreich als General im Westen und gegen die Kök-Türken in Zentralasien (siehe Tardu). Als er aber 589 im Kaukasus eine kleinere Niederlage gegen die Oströmer erlitt, nahm dies König Hormizd IV., der die Erfolge seines Feldherrn wohl mit wachsendem Misstrauen verfolgt hatte, zum Anlass, ihn zu demütigen (er schickte ihm Frauenkleider). Bahram reagierte, indem er seine Soldaten aufwiegelte und sich gegen den König erhob. Offenbar wusste Bahram um die Loyalität seiner Truppen, und zudem konnte er mit einer weit verbreiteten Unzufriedenheit mit Hormizd IV., der offenbar seit längerem gegen Adel und Priesterschaft vorgegangen war, rechnen. Bahram scheint sich systematisch eine Machtbasis im Osten des Reiches aufgebaut zu haben, bevor er 590 mit einem starken Heer nach Westen zog.

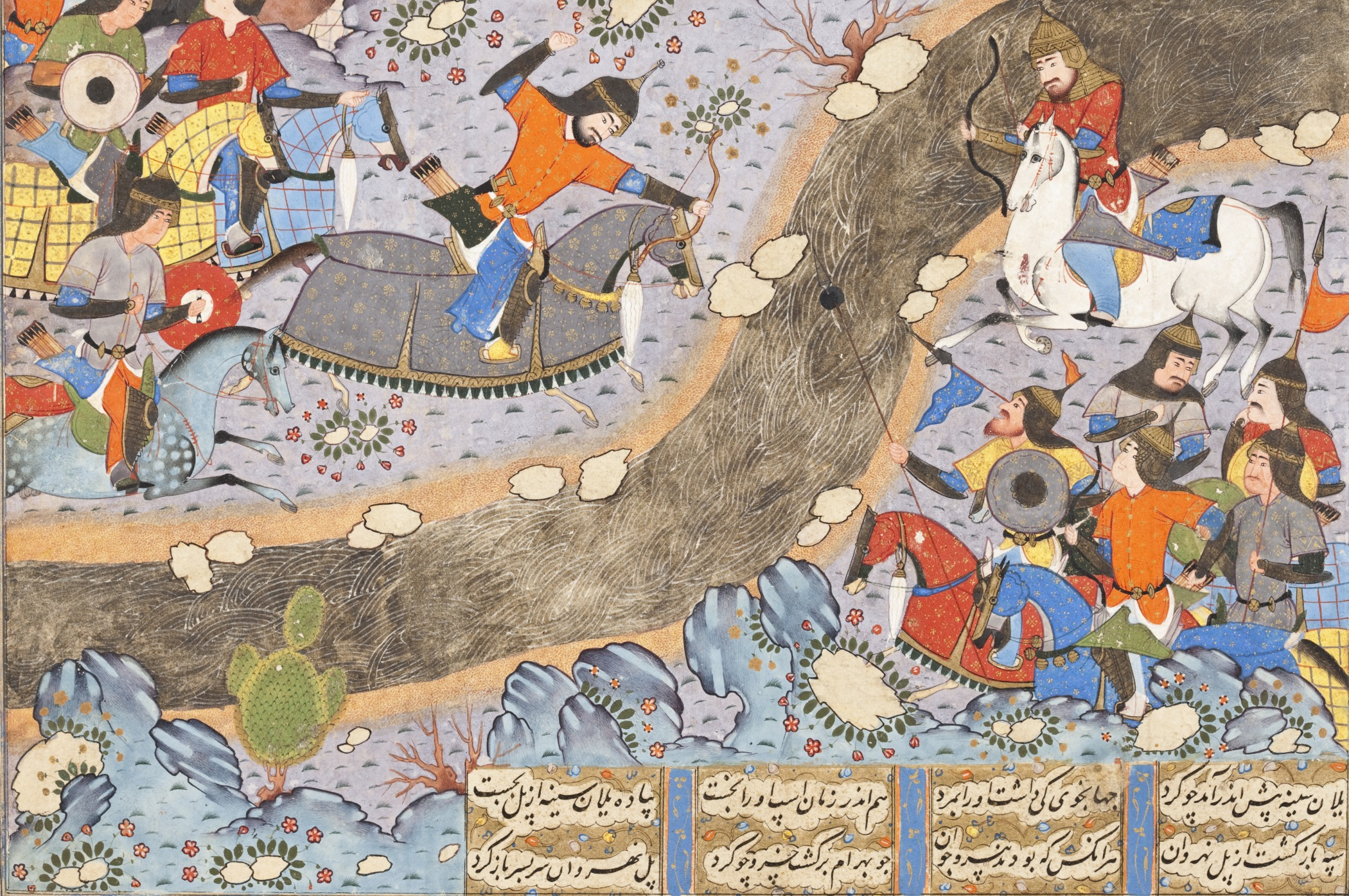
Der Nachtangriff Bahram Tschobins auf die Anhänger Chosraus II. am Nahrawan-Kanal. Persische Miniaturmalerei aus dem Schāhnāme.

Der Großkönig war unterdessen (wahrscheinlich am 6. Februar 590, vielleicht aber auch erst im Sommer) durch eine Palastrevolution gestürzt worden, noch bevor Bahram die Hauptstadt erreicht hatte, doch ersetzten die Verschwörer Hormizd IV. durch dessen Sohn Chosrau II., der neun Tage später gekrönt wurde und vergeblich mit Bahram zu verhandeln suchte. Bis dahin hatte sich Letzterer als Kämpfer für Chosrau, der seit längerem im Streit mit seinem Vater gelegen hatte, gegeben; doch nun wurde langsam deutlich, dass Bahram eher eigene Interessen vertrat.
Es kam zu keiner Einigung, zahlreiche Soldaten liefen zu Bahram über, und da Chosrau nach ersten Gefechten erkennen musste, dass seine Sache verloren war, floh er ins Oströmische Reich, mit dem sich Persien seit Jahren im Krieg befand. Bahram nahm Ktesiphon ein und warb in den folgenden Monaten offenbar systematisch dafür, ihn zum König auszurufen. Schließlich krönte er sich selbst am 9. März 591 als Bahram VI. zum König. Da seit über 360 Jahren nur Angehörige des Hauses Sassan die Krone getragen hatten – auch Usurpatoren hatten stets zumindest aus Nebenlinien der Königsfamilie gestammt –, war dies eine sensationelle Aktion. In der orientalischen Überlieferung finden sich daher Hinweise darauf, dass der Thronprätendent Bahram, der sich zuvor als Verteidiger des Adels gegen Hormizd IV. geriert hatte, mit diesem Schritt an Rückhalt verlor und sich vielleicht bereit erklären musste, den Thron wieder zu räumen, sobald Chosraus jüngerer Bruder volljährig sei. Die Vorstellung, nur ein Sassanide habe ein Anrecht auf die Krone, war in Persien offenbar immer noch sehr wirkmächtig.

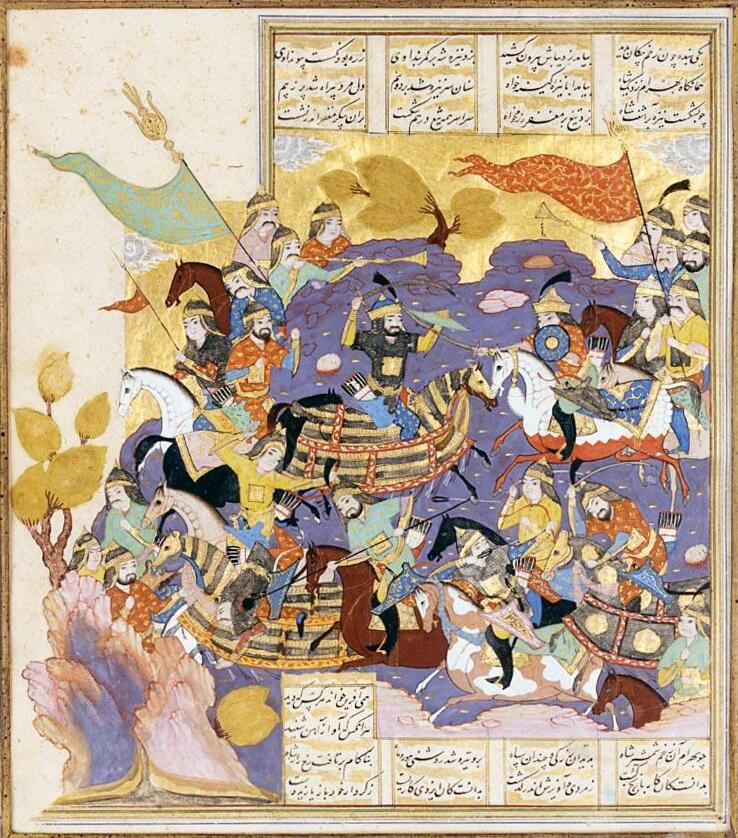
Die Schlacht zwischen Bahram Tschobin und Chosrau II. (Buchmalerei aus einer Schāhnāme-Handschrift).

Bahrams Versuche, den oströmischen Kaiser Maurikios zur Auslieferung seines geflohenen Rivalen Chosrau II. zu bewegen, blieben erfolglos. Stattdessen fielen kaiserliche Truppen gemeinsam mit dem legitimen Herrscher in Persien ein; die römischen Truppen unter Führung von Narses, denen sich bald auch persische Anhänger Chosraus anschlossen, konnten Bahram im Sommer 591 beim Fluss Blarathon (bzw. Blarathos) schlagen und dann Ktesiphon einnehmen – übrigens zum letzten Mal in der Antike. Über das weitere Schicksal Bahrams ist nichts Sicheres bekannt, wahrscheinlich floh er nach Ostpersien oder zu den Göktürken und wurde dort nach einem Jahr auf Betreiben von Chosrau ermordet. Seine Familie hingegen behielt ihren Einfluss und ihr Territorium; eine Entmachtung des Hauses Mihran durch den König hätten die anderen großen Geschlechter wohl nicht geduldet.
Die Hauptquellen zur Erhebung Bahrams sind Theophylaktos Simokates, Evagrius Scholasticus und Tabari.
Die späteren Samaniden, die ersten einheimischen Herrscher in Persien nach der arabischen Eroberung, behaupteten, die Nachkommen Bahram Tschobins zu sein, um so eine weitere Legitimation zu erlangen.